# 伊坦贝-杜马图登特鲁
伊坦贝-杜马图登特鲁是巴西米纳斯吉拉斯州的一个市镇。总面积381.066平方公里，总人口2434人，人口密度6.4人/平方公里。